# ロミー鈴木
ロミー鈴木（ロミーすずき、生年月日不詳 - ）は、日本の元プロレスラー。ロミー鈴木はリングネームで本名は非公開であった。レスラーとしての最終所属はKAIENTAI DOJO。

## 経歴
平成15年の大晦日、新宿歌舞伎町クラブハイツでMIYAWAKI&真霜拳號&十島くにおを相手にデビュー（パートナーは上越たく&火野裕士）。9分58秒で十島くにおの逆エビ固めに敗れる。
2004年にリングアナウンサーのヴォイスィー陽介と共に退団した。デビュー・退団時期の関係から団体公式パンフレット、週刊プロレスの選手名鑑にも未掲載となっていたが、これまでの歴史を振り返る公式パンフレット・クロニクル号にて名前が掲載された。
退団後は一般企業に務めプロレス界とは離れていたが、2012年4月のK-DOJO10周年後楽園ホール大会 OB・OG参加の10周年ランブルに参加した。
また同期である火野裕士、稲松三郎（引退）のツイッターで、石川はじめ（引退）を含めた4人での飲み会がアップされている。

### 全試合結果
- 2003年12月31日 vs MIYAWAKI&真霜拳號&十島くにお（9分58秒 十島くにおの逆エビ固め→ギブアップで鈴木が敗北）タッグパートナーは上越たく&火野裕士。
- 2004年1月8日 vs 真霜拳號（8分5秒 無道→ギブアップで鈴木が敗北）
- 2004年1月10日 vs 火野裕士（6分9秒 ジャーマンスープレックスホールドで鈴木が敗北）
- 2004年1月11日 失格順にタッグチームを結成バトルロイヤルにて最後まで生き残り真霜拳號とタッグ結成。
- 2004年1月11日 vs 十島くにお&山縣優（6分0秒 無道→山縣優ギブアップでパートナー真霜拳號の勝利）
- 2004年1月11日 vs 柏大五郎&X No.2（8分7秒 柏大五郎のまっぷたつ→ギブアップで鈴木が敗北）タッグパートナーは真霜拳號
- 2004年1月12日 vs 筑前りょう太&YOSHIYA&ジョー赤山（10分33秒 筑前りょう太の逆片エビ固め→ギブアップで鈴木が敗北）タッグパートナーは上越たく&火野裕士
- 2004年1月15日 vs 火野裕士（5分24秒 ヒノスープレックス1→片エビ固めで鈴木が敗北）
- 2004年1月17日 vs 上越たく（3分57秒 コンバイン→ギブアップで鈴木が敗北）
- 2004年1月22日 vs 上越たく（2分43秒 コンバイン→ギブアップで鈴木が敗北）
- 2004年1月29日 vs 上越たく（5分25秒 コンバイン→ギブアップで鈴木が敗北）
- 2004年2月1日 vs マイク・リーJr.&火野裕士（9分57秒 マイク・リーJr.のCROSSOVER→片エビ固めで鈴木が敗北）タッグパートナーはヤス・ウラノ
- 2004年2月5日 vs 上越たく（4分38秒 コンバイン→ギブアップで鈴木が敗北）

## テレビ出演
- THIS IS KAIENTAI DOJO(GAORA)